# Ćwiermy
Ćwiermy (biał. Цвермы, Cwiermy; ros. Цвермы, Cwiermy) – wieś na Białorusi, w obwodzie grodzieńskim, w rejonie lidzkim, w sielsowiecie Dubrowna.
W pobliżu znajduje się przystanek kolejowy Ćwiermy, położony na linii Mołodeczno – Lida.

## Historia
W XIX i w początkach XX w. położone były w Rosji, w guberni wileńskiej, w powiecie lidzkim, w gminie Lida.
W dwudziestoleciu międzywojennym leżały w Polsce, w województwie nowogródzkim, w powiecie lidzkim, w gminie Lida. W 1921 miejscowość liczyła 120 mieszkańców, zamieszkałych w 26 budynkach, wyłącznie Polaków. 119 mieszkańców był wyznania rzymskokatolickiego i 1 prawosławnego.
Po II wojnie światowej w granicach Związku Sowieckiego. Na początku okresu sowieckiego Ćwiermy były siedzibą sielsowietu. Nocą z 22 na 23 września 1946 polski oddział partyzancki Michała Durysa zlikwidował priedsiedatiela sielsowietu Ćwiermy Kowalczuka.
Od 1991 w niepodległej Białorusi.

### Kaplica w Ćwiermach
W 1935 zbudowano tu drewnianą kaplicę katolicką pw. Krzyża Świętego, należącą do parafii lidzkiej. Zaprojektowana została ona w stylu zakopiańskim, w miejscu, w którym od dawna stał krzyż czczony przez okoliczną ludność. Kaplica była celem pielgrzymek także w okresie sowieckim. Na początku lat 60. XX w. została ona rozebrana przez komunistyczne władze. 28 maja 2007 w miejscu dawnej kaplicy poświęcono kapliczkę przydrożną.

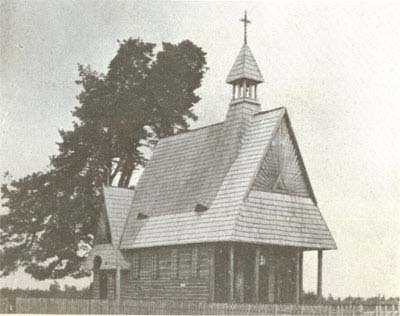
kaplica pw. Krzyża Świętego w Ćwiermach (1938)